# Maria Kawamura
Maria Kawamura (川村 万梨阿?, Kawamura Maria), pseudonimo di Shigeyo Kawamura (川村 繁代?, Kawamura Shigeyo; Tokyo, 21 novembre 1961), è un'attrice e doppiatrice giapponese.
Kawamura lavora come freelancer, mentre in passato è stata affiliata con la Arts Vision.
L'8 novembre 1991, ha sposato il mangaka Mamoru Nagano, autore di Five Star Stories. Fra i ruoli più conosciuti da Maria Kawamura si possono citare Chum Hau in Aura Battler Dunbine, Gaw Ha Leccee in Heavy Metal L-Gaim e Naga the White Serpent in Slayers.

## Ruoli principali
- 2nd Super Robot Wars Alpha (Quess Paraya, Higgins Saz)
- 3rd Super Robot Wars Alpha (Jung Freud)
- Ace Combat 3: Electrosphere (Cynthia Bridgitte Fitzgerald)
- Ai no wakakusa monogatari (Sally Gardiner)
- Anpanman (principessa Mizūmi, Kun Fūrin, Shanpū-chan, Chinkuru, Kami Fūsen Ponpon)
- Aura Battler Dunbine (Chum Hau)
- Ayane's High Kick - Sakurako Miyagawa
- Brain Powerd (Higgins Saz)[2]
- City Hunter 2 (Yuriko)
- El Hazard - Ifurita
- Excel Saga - Kyoko
- Gall Force - Eluza
- Ghost Sweeper Mikami (Terusa, Mermaid of Namiko)
- Granblue Fantasy - Naga the Serpent
- Harukanaru toki no naka de (Shirin)[3]
- Heavy Metal L-Gaim[4] (Lillith Fuau, Gaw Ha Leccee)
- Juuni Senshi Bakuretsu Eto Ranger (Tart, Princess Aura)
- Klonoa 2: Lunatea's Veil - Somma Sacerdotessa
- La Pucelle: Tactics - Mamelon, Angelique, Goddess Poitreene
- Māru-ōkoku no Ningyō-hime 2 - Kururu[5]
- Mega Man Legends 2 - Matilda Caskett, Shu
- Mobile Suit Gundam: Char's Counterattack - Quess Paraya
- Mobile Suit Zeta Gundam (Beltorchika Irma)
- Māru-ōkoku no Ningyō-hime - Kururu[6]
- Neon Genesis Evangelion[7] (Kyōko Zeppelin Soryu)
- NG Knight Lamune & 40 (Toshiō, Reiyū)
- Osomatsu-kun (1988 series) (Kumiko)
- Peter Pan (Tiger Lily, Luna)
- Pokémon Advanced (Yuma)[8]
- Pokémon Diamante e Perla (Demetra)
- Pokémon (Lorelei)[8]
- Pokémon Nero e Bianco (Zania)
- PoPoLoCrois (Queen Narushia)[9]
- Punta al top! - GunBuster - Jung Freud
- La rivoluzione di Utena (Mamiya Chida, Shadow Girl A)[10]
- Saber Marionette J (Tamasaburō)
- Sailor Moon S (Eudial)
- Saint Seiya (Furea)
- Samurai per una pizza (principessa Vi)
- Slayers - Naga the White Serpent/Nama
- Spicchi di cielo tra baffi di fumo (Angeletta)[11]
- Star Ocean: Till the End of Time (Freya)
- Super Pig (Nanako Tateishi)
- Super Robot Wars Alpha (Quess Paraya, Chum Huau, Jung Freud)
- Super Robot Wars Z3: Hell Chapter (Quess Paraya)
- Super Robot Wars Z3: Heaven Chapter (Quess Paraya)
- Super Robot Wars X (Chum Huau)
- Super Robot Wars T (Chum Huau, Quess Paraya, Jung Freud)
- Super Robot Wars 30 (Lilith Faw, Gaw Ha Lecce)
- Tactics Ogre: Reborn (Sherri Phoraena)
- Tales of the Rays (Freya, Naga the Serpent)
- Tokyo Mew Mew (Urara Nishina)[12]
- Trapp Ikka Monogatari (Hedvic von Trapp)
- Uta Kata (Saya Kogure)[13]
- Valkyrie Profile - Freya
- Valkyrie Profile 2: Silmeria - Freya
- Valkyrie Profile: Covenant of the Plume - Freya [14]
- Valkyrie Profile: Lenneth - Freya
- Watashi no Ashinaga Ojisan (Karen Patterson)
- World Masterpiece Theater